# Forte Sant'Angelo
Il Forte Sant'Angelo (in maltese Forti Sant'Anġlu o Fortizza Sant'Anġlu) è una fortezza bastionata che si trova a Vittoriosa, al centro del Porto Grande.

## Storia

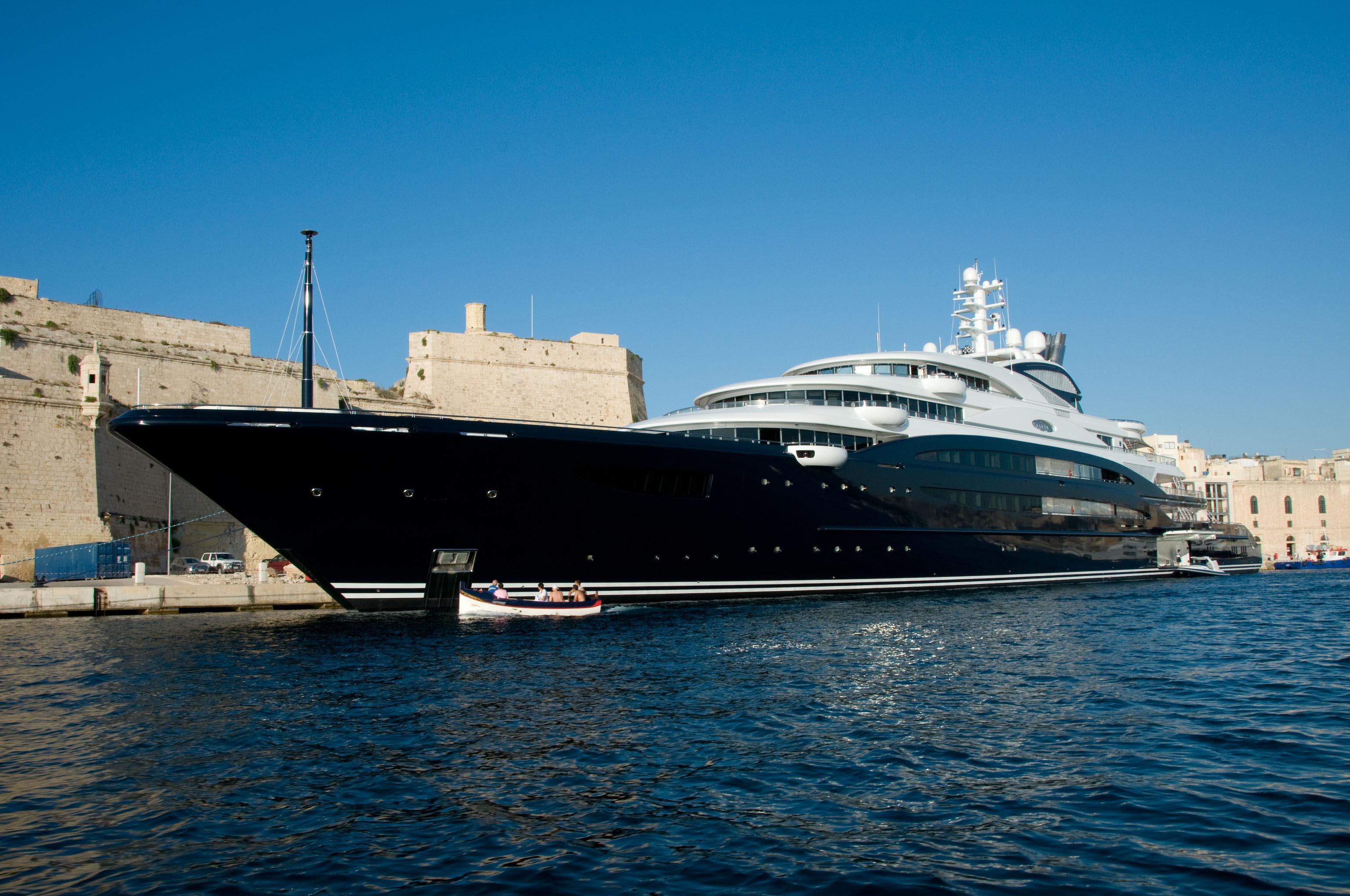
Il Forte Sant'Angelo sullo sfondo. In primo piano il Serene yacht di Mohammed bin Salman.

Nel 1274 nel Castrum maris dopo la chiesa di Santa Maria del castro interiore, in seguito ridedicata dai cavalieri a Sant'Anna, è documentata una seconda chiesa dedicata a Sant'Angelo Carmelitano (castro esteriore) di Birgu.
Costruito nell'Alto Medioevo come un castello, chiamato Castrum maris, fu ricostruito dai Cavalieri Ospitalieri tra il 1530 e il 1560, e fu il quartier generale dei Cavalieri durante il grande assedio di Malta del 1565.
Un ulteriore restauro, operato da Carlos de Grunenbergh alla fine del XVII secolo, conferì al forte il suo aspetto attuale.
Con un accordo del 1998, ratificato nel 2001, si è concesso al Sovrano militare ordine di Malta l'uso con limitata extraterritorialità della parte superiore di Forte Sant'Angelo nella città maltese di Birgu. Tale atto si è generato dal proposito di "dare all'ordine l'opportunità di poter meglio espletare le proprie attività umanitarie da Sant'Angelo, come pure di definire lo status legale del forte tra Repubblica di Malta e Ordine di Malta".

## Cappella
Nella Cappella della Natività di Maria di Forte Sant'Angelo in epoca aragonese erano custoditi:
- Natività di Maria, quadro titolare;
- Sant'Angelo Carmelitano Martire, patrono del Castrum maris;
- Santa Barbara, patrona dei bombardieri.

Nel 1652 è documentato:
- Sant'Angelo carmelitano e martire ritratto tra Sant'Onofrio e Sant'Antonio di Padova, dipinto distrutto durante la seconda guerra mondiale.